# Bed of Lies
«Bed of Lies» —en español: «Cama de mentiras»— es una canción de la rapera trinitense Nicki Minaj, incluida en su tercer álbum de estudio The Pinkprint, de 2014. La canción debutó como el cuarto sencillo del disco cuando Minaj la cantó el 9 de noviembre de 2014 en los MTV Europe Music Awards, presentados por ella misma. Más tarde, el 17 del mismo mes, la discográfica Young Money publicó los enlaces de iTunes para comprar la canción en su versión explícita y censurada. Skylar Grey, quien también colabora vocalmente y en el piano, compuso la canción junto a Minaj, Alexander Grant, Breyan Isaac, Daniel Johnson, Jeremy Coleman, Justin Davey y Vinay Vyas. «Bed of Lies» es una balada pop producida por Alex Da Kid, Breyan Isaac, JMIKE, Kane Beatz y TODAY. Su letra habla acerca de una relación que fue tan destructiva que hizo que Minaj empezara a tomar píldoras y considerara una sobredosis.
El sencillo recibió críticas favorables ya que «muestra un lado de Nicki que no estamos acostumbrados a oír». Asimismo, recibió comparaciones con «Pills N Potions» por su letra y sonido, y le valió elogios a Minaj por ser más natural y serena que otros de sus sencillos como  «Only» y «Anaconda». A pesar de esto, tuvo una recepción comercial moderada; llegó a los primeros quince puestos de las listas de popularidad de Australia, Noruega y Nueva Zelanda, e ingresó a las listas de países europeos como Francia y Suecia. Para promocionar el tema, Minaj lo cantó junto a Grey en eventos como los American Music Awards, celebrados el 23 de noviembre de 2014, y programas como Saturday Night Live y The Ellen DeGeneres Show.

## Antecedentes y descripción

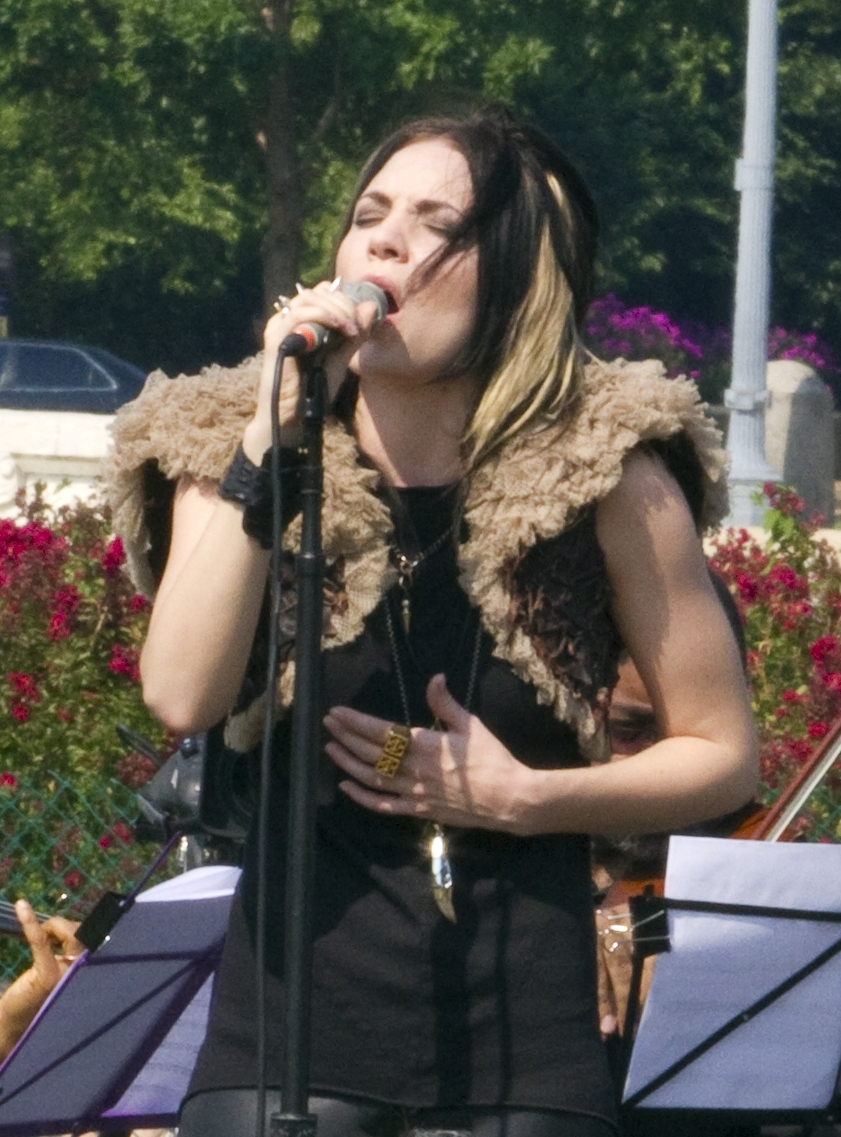
Skylar Grey colaboró en la composición del tema, prestó su voz y tocó el piano.

Nicki Minaj y Skylar Grey, quien también colaboró vocalmente, compusieron la canción junto a Alexander Grant, Breyan Isaac, Daniel Johnson, Jeremy Coleman, Justin Davey y Vinay Vyas. Alex Da Kid, Breyan Isaac, JMIKE, Kane Beatz y TODAY estuvieron a cargo de la producción musical del tema, que tiene una duración de tres minutos con cincuenta y cinco segundos. El tema comienza con el hook vocal de Grey y el sonido de un teclado, seguido del verso rapeado de Minaj: «You could never make eye contact / Everything you got was based off of my contacts». «Bed of Lies» es una balada pop en la que Grey también toca el piano, y cuya letra habla sobre «una relación fallida que fue tan destructiva que la hizo [a Minaj] empezar a tomar píldoras». Christina Lee del sitio web Idolator dijo que «es una versión más puntiaguda y detallada del sencillo debut de The Pinkprint, "Pills N Potions", ya que ella confiesa tomar píldoras y realmente considerar una sobredosis, debido a un amor que toma provecho de ella pero que también crea cada vez más distancia».
En una sesión de preguntas con la revista Billboard el 11 de noviembre de 2014, Skylar Grey dijo que «la canción empezó a ser escrita hace casi un año y luego ella [Minaj] la agarró y escribió sus versos en ella. Afortunadamente, le gustó el demo lo suficiente para mantenerme en la canción. Sabía que esto posiblemente iba a pasar, pero ella lanzó un montón de sencillos diferentes primero. Así que realmente no sabía cuándo iba a lanzar esta canción. Y luego hace aproximadamente una semana recibí una llamada de su equipo y se preguntaban si podría ir a Escocia y hacer la canción con ellos. Así que sí, fue el debut de este sencillo con mi colaboración». Más tarde, Grey reveló: «No sé realmente quien le puso la canción inicialmente [a Minaj], o el inicio de la canción, pero de alguna forma la tuvo en sus manos y la terminó. Es realmente genial. Ella vació su corazón en los versos. Personalmente pienso como una admiradora que es un buen contraste con sus otros sencillos en el disco. Llegas a ver otro lado de ella». Grey confesó a Steve Batlin, entrevistador de Billboard, que: 

«Cuando escuché que [Minaj] iba a tomar la canción yo estaba sorprendida porque no es un tipo de canción típico en ella. Yo estaba muy emocionada cuando escuché lo que había hecho con ella. Ella pareció llevarlo a un sitio muy personal. Y me encanta, amo hacer eso con mis canciones y mis colaboraciones, traer algo un poco más emocional y personal con el artista».

Finalmente, considerando que antes de la colaboración las dos intérpretes no se conocían, Batlin preguntó a Grey cuál fue su primera impresión sobre Minaj, a lo que contestó: «Realmente no tuve ninguna sorpresa. Para estar donde ella está y hacer lo que hace, tienes que hacer una persona verdaderamente fuerte y pude ver eso. No la había conocido hasta el ensayo y durante este vi que es una persona muy fuerte que tiene una verdadera visión de sí misma y realmente la admiro por eso... Los grandes saben lo que quieren y siguen su coraje y lo hacen, justo como Eminem y Nicki, ambos hacen eso». La canción debutó como el cuarto sencillo de The Pinkprint cuando Minaj y Grey la cantaron el 9 de noviembre de 2014 en los MTV Europe Music Awards, presentados por la primera de estas. Más tarde, el 17 del mismo mes, la discográfica Young Money publicó los enlaces de iTunes para comprar la canción en su versión explícita y censurada.

## Recepción

### Crítica
«Bed of Lies» recibió críticas positivas, muchas de las cuales elogiaban su naturaleza serena y destacaban positivamente su diferencia con otras canciones de Minaj. Brock Cardiner de Highs Nobiety dijo que el tema era «tal vez más personal y menos juguetón de lo que estamos acostumbrados de Minaj», y que «muestra un lado de Nicki que no estamos acostumbrados a oír». Un escritor de The Source mantuvo la misma posición que Cardiner y afirmó que: «A diferencia de "Only" y "Anaconda", que son tan entretenidas como controversiales, "Bed of Lies" apela a la naturaleza más serena de Minaj, que está muy en la onda del primer sencillo que lanzó, "Pills N Potions"». Caitlin White de MTV llamó al tema un «himno amargo de rompimiento» y escribió que: «Más similar a "Pills and Potions" en tono y sensación, la canción se balancea entre Nicki rapeando acerca de cómo su ex la usó para sus conexiones y luego la decepcionó y el hook obsesionante de Skylar. Entre "[Pills N] Potions" y esta, la música de Nicki parece estar hablando más de sus rumores de ruptura que cualquier cosa que haya dicho al respecto públicamente». Tom Barnes de Mic inició su crítica del sencillo afirmando que «podría ser la canción más personal y emocional de Minaj» y continuó:

«La canción es un himno contemplativo de ruptura, potencialmente acerca sobre la misma relación de "Pills N Potions". Minaj habla de su ex amante por una relación tumultosa, revelando una rara vulnerbilidad».

Barnes dijo que el verso «When the tears roll down it's like you ain't even notice 'em / If you had a heart, I was hoping that you would show it some» —en español: «Cuando las lágrimas caen es como si ni siquiera las notaras / Si tenías un corazón, yo esperaba que lo mostraras un poco»— es un tono sorprendentemente diferente a la mayoría de los raps anteriores de la cantante, que generalmente son más presumidos y ardientes, «pero el tono confesional en "Bed of Lies" se ajusta a su tema complejo».

### Comercial
Luego de la presentación de Minaj y Grey en los American Music Awards el 23 de noviembre de 2014, «Bed of Lies» debutó los números setenta y veintitrés de las listas Billboard Hot 100 —que cuenta las ventas de los sencillos, su desempeño en la radio y streaming— y Digital Songs —que solo cuenta las ventas digitales—, respectivamente, gracias a 50 000 copias vendidas en una semana. Esta fue la quincuagésima sexta entrada de Minaj a la primera lista, lo que la convirtió en la tercera artista femenina con más canciones en el conteo, empatada con Madonna y Dionne Warwick y seguida de Taylor Swift, con sesenta y seis y Aretha Franklin, con setenta y tres. Más tarde, la canción re-entró a la lista en la posición número sesenta y dos. El tema también entró a las listas estadounidenses Rap Songs y R&B/Hip-Hop Songs en los números diecisiete y diecinueve, respectivamente. El sencillo tuvo su mejor recepción comercial en Oceanía; en la lista de sencillos de todos los géneros de Australia alcanzó el número siete, mientras que en su lista de música urbana llegó al tercer puesto. Gracias a sus ventas de más de 70 mil copias en el territorio australiano, recibió un disco de platino de parte de la Australian Recording Industry Association. En Nueva Zelanda alcanzó su máxima posición en el número quince, y se mantuvo en ella por dos semanas consecutivas. En Europa su recepción fue moderada; alcanzó el número 134 en Francia, el diez en Noruega y el doce en Suecia. En el último de estos, logró convertirse en el segundo sencillo mejor posicionado de Minaj como solista, por detrás de «Starships», que alcanzó el tercer puesto en 2012. Por otro lado, en la lista general del Reino Unido ocupó el puesto número setenta y tres, pero en su lista de sencillos R&B llegó al número cuatro. En Canadá e Irlanda alcanzó los números cuarenta y uno y cincuenta y seis, respectivamente.

## Presentaciones en vivo
Nicki Minaj interpretó la canción por primera vez en los MTV Europe Music Awards, presentados por ella misma, el 9 de noviembre de 2014. Antes de cantar «Bed of Lies», Minaj hizo un medley entre dos de sus anteriores sencillos, «Super Bass» y «Anaconda»; luego de esto, se le unió Skylar Grey en el piano para cantar la balada. El 23 del mismo mes, la cantaron juntas en los American Music Awards. Daniel D’Addariov de la revista Time congratuló a Minaj por esta presentación, ya que «por primera vez» permitió a la canción ser la estrella, en lugar de destacar los elementos teatrales que suele usar la cantante en sus interpretaciones. El 6 de diciembre de 2014, la cantaron en el programa Saturday Night Live, y luego de que Grey abandonara el escenario, Minaj interpretó «Only» y «All Things Go», ambas de The Pinkprint. El 15 del mismo mes, Grey y Minaj se unieron para cantarla en The Ellen DeGeneres Show, cuya presentadora, Ellen DeGeneres, describió a «Bed of Lies» como «una de las canciones más hermosas» del álbum. Al día siguiente, la presentaron en los programas Today y The Tonight Show Starring Jimmy Fallon.

## Posicionamiento en listas

### Semanales
| País           | Lista                    | Mejor posición |      |
| 2014           | 2014                     | 2014           | 2014 |
| -------------- | ------------------------ | -------------- | ---- |
| Australia      | ARIA Singles Chart       | 7              |      |
| Australia      | ARIA Urban Singles Chart | 3              |      |
| Canadá         | Canadian Hot 100         | 41             |      |
| Estados Unidos | Billboard Hot 100        | 62             |      |
| Estados Unidos | Digital Songs            | 23             |      |
| Estados Unidos | Rap Songs                | 17             |      |
| Estados Unidos | R&B/Hip-Hop Songs        | 19             |      |
| Francia        | French Singles Chart     | 134            |      |
| Irlanda        | Irish Singles Chart      | 56             |      |
| Nueva Zelanda  | NZ Top 40 Singles Chart  | 13             |      |
| Noruega        | VG-lista                 | 10             |      |
| Reino Unido    | UK Singles Chart         | 73             |      |
| Reino Unido    | R&B Singles Top 40       | 4              |      |
| Suecia         | Sverigetopplistan        | 12             |      |

## Certificaciones
| País          | Organismo certificador | Certificación | Ventas certificadas | Ref.   |
| ------------- | ---------------------- | ------------- | ------------------- | ------ |
| Australia     | ARIA                   | Platino       | 70 000              | [ 25 ] |
| Nueva Zelanda | RMNZ                   | Oro           | 7 500               | [ 33 ] |